# Peltophorum linnaei
Peltophorum linnaei är en ärtväxtart som beskrevs av August Heinrich Rudolf Grisebach. Peltophorum linnaei ingår i släktet Peltophorum och familjen ärtväxter. Inga underarter finns listade i Catalogue of Life.